# 7329 Беттадотто
7329 Беттадотто (7329 Bettadotto) — астероїд головного поясу, відкритий 14 квітня 1985 року.
Тіссеранів параметр щодо Юпітера — 3,334.